# Patto di amore e di morte
Patto di amore e di morte (Surviving: A Family in Crisis) è un film per la televisione diretto da Waris Hussein e interpretato da Zach Galligan, Molly Ringwald e River Phoenix.

## Trama
Rick è il ragazzo d'oro di suo padre, intelligente, bello, e idolatrato dai suoi fratelli più piccoli. Per netto contrasto, Lonnie è una ragazza tormentata con il ricordo doloroso di un tentativo di suicidio fallito alle spalle. Tra i due nasce una storia d'amore ostacolata dalle loro famiglie, ispirata al classico dramma di Romeo e Giulietta.

## Cast
| Attore           | Ruolo         |
| ---------------- | ------------- |
| Zach Galligan    | Rick Brogan   |
| Molly Ringwald   | Lonnie        |
| Ellen Burstyn    | Tina Brogan   |
| Len Cariou       | David Brogan  |
| Marsha Mason     | Lois          |
| Paul Sorvino     | Harvey        |
| River Phoenix    | Philip Brogan |
| Heather O'Rourke | Sarah Brogan  |
| William Windom   | Dr. Madsen    |
| Marc Gilpin      | Bobby         |
| Paddi Edwards    | Alma          |